# Willem Maze
Willem Maze of Willem Maes (veertiende eeuw) was burgemeester van Brugge.

## Levensloop
Willem Maze behoorde tot het ambacht van de wevers. In 1370-1371 en in 1374-1375 was hij deken van het ambacht.
De jaren 1360-1370 waren een beroerde tijd. De lagere ambachten, genaamd de quaden, kwamen in opstand tegen de welgestelde kooplieden en poorters, genaamd de goeden, die partijgangers waren van graaf Lodewijk van Male. Maze behoorde tot de quaden en was een van de aanvoerders van de wevers. Na de eerste weversopstand van 1359-1361 streefde de graaf naar rust en verzoening. Maze werd, als vertegenwoordiger van de wevers, in het schepencollege opgenomen. 
Het was de tijd dat Brugse arbeiders, met de toelating van de graaf, en tegen de wil van de Gentenaars, een kanaal begonnen te graven tussen het Zwin en de Leie, teneinde meer watertoevoer te realiseren die de verzanding van het Zwin moest tegenwerken. In Aalter werden ze in 1379 door de Witte Kaproenen, onder leiding van Jan Hyoens, overvallen en gedood. De wevers maakten zich meester van het stadsbestuur in Gent en hadden ook heel wat te zeggen in Brugge en Ieper.
Toen de wevers en hun aanhangers zich in Brugge in de minderheid bevonden, deden ze beroep op de Gentenaars. Die kwamen op 29 mei 1380 naar Brugge afgezakt, maar werden door de Brugse troepen uiteengeslagen. In de twee volgende jaren bleef Gent in opstand maar kon door de graaf niet worden overmeesterd. Op 3 mei 1382, Heilig Bloeddag, kwam het tot een treffen op het Beverhoutsveld bij Oedelem, tussen de Gentenaars aangevoerd door Filips van Artevelde en de Brugse troepen, die verslagen werden. De Gentenaars trokken Brugge binnen, maakten zich meester van de stad onder de leiding van Pieter van den Bossche, brachten er grote schade toe en verplichtten de graaf om op de vlucht te slaan.
Geholpen door de Franse koning bracht Lodewijk van Male een leger op de been en op 27 november 1382 versloeg hij de Gentenaars in de Slag bij Westrozebeke, waarbij Artevelde sneuvelde.
Willem Maze had tot de quaden behoord en werd dan ook een van de slachtoffers van de repressie en de verbeurdverklaring van goederen. Wellicht was hij een van de 123 personen die ter dood werden veroordeeld.

## Stadsbestuur
Maze doorliep een curriculum binnen het Brugse stadsbestuur, als volgt:
- 1361-1362: schepen
- 1362-1363: schepen
- 1369-1370: schepen
- 1372-1373: schepen
- 1373-1374: raadslid
- 1375-1376: burgemeester van de schepenen
- 1376-1377: burgemeester van de schepenen
- 1379-1380: burgemeester van de schepenen
- 1381-1382: burgemeester van de schepenen
- 1381-1382: burgemeester van de schepenen.

## Bron
- Stadsarchief Brugge, Register van de Wetsvernieuwingen.